# مارسیال آوالوس
مارسیال آوالوس (اسپانیایی: Marcial Ávalos‎؛ زادهٔ ۵ دسامبر ۱۹۲۱ - درگذشته نامشخص) بازیکن فوتبال اهل پاراگوئه بود.
وی همچنین در تیم ملی فوتبال پاراگوئه بازی کرده‌ است.